# Дуб Велетень
Дуб Ве́летень — ботанічна пам'ятка природи місцевого значення в Україні. Об'єкт природно-заповідного фонду Житомирської області. 
Розташована в межах Андрушівського району Житомирської області, біля села Міньківці. 
Площа 0,01 га. Статус надано згідно з рішенням облвиконкому від 31.03.1964 року № 149. Перебуває у віданні ДП «Попільнянське ЛГ» (Андрушівське л-во, кв. 46, вид. 4). 
Статус надано для збереження та використання в естетичних, виховних, наукових цілях унікального старовікового дуба звичайного.